# Landschaftsanwalt
Als Landschaftsanwalt wurden 1934–1945 im deutschen NS-Staat Garten- und Landschaftsarchitekten bezeichnet, die große staatliche Bauprojekte begleiteten, bei denen Aspekte der Landschaftspflege berücksichtigt werden sollten.
Ihre Einschaltung geht auf eine Initiative Alwin Seiferts bei Fritz Todt im Jahr 1934 zurück. Seifert erfand auch die Bezeichnung „Landschaftsanwalt“. Ihre Aufgabe war es zunächst, gegen Stundenhonorar die Obersten Bauleitungen der Reichsautobahnen zu beraten. Später wurde ihr Aufgabenbereich auch auf den Westwall ausgedehnt.
Es hat insgesamt mindestens 37 Landschaftsanwälte gegeben.
Seifert erhielt 1940 von Todt als einziger den Titel „Reichslandschaftsanwalt“.
1951 fanden sich einige Landschaftsanwälte erneut zusammen und gründeten einen „Arbeitskreis der Landschaftsanwälte“ (ADL) e.V., zu dem sich auch jüngere Schüler Heinrich Wiepkings gesellten. Dieser Arbeitskreis feierte 2001 sein fünfzigjähriges Bestehen.

## Liste der Landschaftsanwälte
- Gustav Allinger (1891–1974)
- Werner Bauch (1902–1983)
- Josef Breloer
- Martin Ehlers
- Guido Erxleben (1892–1950)
- Hans Gerlach
- Hermann Göritz (1902–1998)
- Rudolf Wilhelm Gräbner
- Rudolf Heuson (1884–1955)
- Bruno Hildebrandt (1889–?)
- Wilhelm Hirsch (1887–1957)
- Reinhold Hoemann (1870–1961)
- Wilhelm Hübotter (1895–1976)
- Max Kamphauseb
- Hans Kayser (1884–1964)
- Hans Kern
- Gert Kragh (1911–1984)
- Otto Kurz
- Paul Julius Kynast
- Max Lange
- Oswald Langerhans (1894–1960)
- Josef Leibig (1883–?)
- Albert Lilienfein
- Hermann Mattern (1902–1971)
- Hinrich Meyer-Jungclaussen (1888–1963)
- Max Müller
- Gerhard Olschowy (1915–2002)
- Otto Rindt (1906–1994)
- Ludwig Roemer (1911–1974)
- Friedrich Schaub (1910–2002)
- Alexander Schimmelpfennig
- Camillo Schneider (1876–1951)
- Ludwig Schnizlein
- Kurt Schütze
- Max Karl Schwarz (1895–1963)
- Alwin Seifert (1890–1972)
- Carl Wilhelm Siegloch (1879–?)
- Johann Gottlob Solbrig
- Fritz Stück
- Rudolf Ungewitter (1901–1988)